# Chapada de Areia
Chapada de Areia é um município brasileiro do estado do Tocantins. Está localizado no oeste do estado, cerca de 100km da capital, Palmas, fazendo parte da Comarca de Pium, da Zona Eleitoral de Cristalândia. Sua referência comercial é a cidade de Paraíso do Tocantins, da qual é distante 38km, tendo pela TO-447 sua principal via para escoamento da produção, especialmente da criação de gado, considerando a existência de grandes propriedades rurais em sua região.
Em 2018, ganhou destaque por uma característica peculiar: a cidade do Tocantins com mais eleitores do que habitantes. No mesmo ano, durante a gestão do então governador Mauro Carlesse, o principal acesso à cidade (aonde só era possível chegar por estradas de terra) foi pavimentado.

## História
Antigo distrito de Pium, Chapada de Areia era então chamada de Bethânia. Emancipou-se apenas em maio de 1996.
Teve como representante na Câmara de Pium, antes de sua emancipação, o vereador Vicente Cruz.

## Geografia
Localiza-se a uma latitude 10º08'37" sul e a uma longitude 49º08'24" oeste, estando a uma altitude de 240 metros. De acordo com o Instituto Brasileiro de Geografia e Estatística, sua população estimada em 2014 era de 1 391 habitantes.

## Política
Em sua primeira eleição para prefeito, concorreram os candidatos Álvaro Moreira Milhomem e Raimundo Carreiro Varão, o primeiro vencendo com uma diferença de 80 votos. O primeiro vice-prefeito foi Vicente Cruz.
Na segunda legislatura, no ano de 2000, o então prefeito e candidato à reeleição Álvaro Milhomem derrotou Silton Marques, com uma diferença de mais de 600 votos, quase 70% do eleitorado.
Álvaro em seus mandatos fez grandes obras, como a construção da Escola América Alves de Oliveira, a ponte sobre o rio Surubim e uma grande represa às margens da cidade onde hoje é um balneário bem badalado, a feira coberta, construção da sede da Prefeitura Municipal, da Câmara Municipal, da agência dos correios, da delegacia de polícia, escolas municipais, 180 casas populares, cemitério público, água tratada, energia elétrica, eletrificação rural, 56 represas, parque de vaquejada, asfaltamento urbano, terraplanagem de praças e campo de futebol, dentre outros.
Um ponto destacado e sempre lembrado pela gestão do Prefeito Álvaro Milhomem foi que ele acabou com as casas de palha e adobe na localidade, implantando 100% de residências de alvenaria com telha e tijolos, dando mais qualidade de vida ao povo do município.
Na disputa pelo executivo municipal na terceira legislatura, no ano de 2004, Álvaro Milhomem apoiou seu vice Raimundo Anjo, e fez dele seu sucessor na prefeitura municipal, numa disputa acirrada (106 votos) contra o candidato Rubinho.
Na disputal eleitoral de 2008 (quarta legislatura), o candidato Joãozinho Milhomem, filho do ex-prefeito Álvaro Milhomem, derrotou o então prefeito de Chapada de Areia, Raimundo Anjo, com 56% dos votos válidos, sendo eleito para um mandato de 2009-2012. Em 2012, Joãozinho Milhomem foi reeleito derrotando o candidato Jajá, filho ex-prefeito Raimundo Carreiro Varão ficando no mandato até julho/2016, quando teve seu mandato cassado pelo TRE-TO pois fez pintura de órgãos públicos e criou logomarca do município em desacordo com o princípio constitucional da impessoalidade, não utilizando as cores oficiais de Chapada de Areia.
Com isso, a Câmara Municipal de Chapada de Areia elegeu o vereador Adauto Mendes para concluir o mandato de julho a dezembro de 2016. Neste mesmo ano, a cidade elegeu a sua primeira mulher à frente do Poder Executivo. Dona Maria, foi eleita Prefeita derrotando o candidato Rodrigo Rocha em eleição disputada para um mandato até 2020.

## Economia

### Imposto de Renda em Chapada de Areia
Com base nos dados disponibilizados pela Receita Federal do ano de 2017, Chapada de Areia possui 2,00% da população como contribuinte do Imposto de Renda, enquanto 98,00% é isenta. O Impostômetro do Imposto de Renda de Chapada de Areia  informa os seguintes dados:
| Tipo             | Completo      | Simplificado    | Total           | Média Geral  |
| ---------------- | ------------- | --------------- | --------------- | ------------ |
| Contribuintes    | 7             | 21              | 28              |              |
| Rendimentos      | R$ 251.850,28 | R$ 777.223,46   | R$ 1.029.073,74 | R$ 36.752,63 |
| Imposto de Renda | R$ 1.125,59   | R$ 8.930,23     | R$ 10.055,82    | R$ 359,14    |
| Restituição      | R$ 2.355,89   | R$ 3.764,60     | R$ 6.120,49     | R$ 655,77    |
| Bens e Direitos  | R$ 377.313,48 | R$ 2.040.845,59 | R$ 2.418.159,07 | R$ 86.362,82 |
| Dívidas e ônus   | R$ 183.011,65 | R$ 50.651,27    | R$ 233.662,92   | R$ 8.345,10  |

| Tipo de declaração | Rendimentos  | Imposto de Renda | Restituição | Bens e direitos | Dívidas e ônus |
| ------------------ | ------------ | ---------------- | ----------- | --------------- | -------------- |
| Completo           | R$ 35.978,61 | R$ 160,80        | R$ 336,56   | R$ 53.901,93    | R$ 26.144,52   |
| Simplificado       | R$ 37.010,64 | R$ 425,25        | R$ 179,27   | R$ 97.183,12    | R$ 2.411,97    |

* Percentualmente, as dívidas dos contribuintes de Chapada de Areia, representam 9,66% dos seus bens.
| Tipo de dedução             | Total em Chapada de Areia | Média por contribuinte |
| --------------------------- | ------------------------- | ---------------------- |
| Saúde                       | R$ 10.628,81              | R$ 1.518,40            |
| Educação                    | R$ 3.561,50               | R$ 508,79              |
| Previdência                 | R$ 20.304,53              | R$ 2.900,65            |
| Dependentes                 | R$ 34.126,20              | R$ 4.875,17            |
| Desconto simplificado (20%) | R$ 122.465,82             | R$ 5.831,71            |